# Domenico Caloyera
Domenico Caloyera OP (ur. 15 lipca 1915 w Stambule, zm. 7 października 2007 w Aoście) – włoski duchowny katolicki pracujący w Turcji, dominikanin, w latach 1955 – 1978 administrator apostolski Stambułu. W latach 1978 – 1983 arcybiskup Izmiru. Od 1983 senior tejże diecezji.  

## Życiorys
Arcybiskup Domenico Caloyera OP urodził się w Stambule w Turcji 15 lipca 1915 roku w głęboko religijnej rodzinie. Ukończył szkołę podstawową w Szkole Saint Pierre, znajdującej się przy klasztorze dominikańskim w Stambule. Następnie został wysłany do Włoch, gdzie kontynuował naukę w ramach dominikańskiej prowincji św. Piotra Męczennika. Habit dominikański otrzymał 9 października 1932 roku w klasztorze w Chieri, gdzie odbył nowicjat.
Święcenia kapłańskie przyjął 16 lipca 1939 w zakonie dominikanów. 27 maja 1955 papież Pius XII mianował go administratorem apostolskim Stambułu. Funkcję tę pełnił do 1976. 7 grudnia 1978 Jan Paweł II mianował go arcybiskupem Izmiru. 10 lutego 1979 przyjął sakrę biskupią z rąk kard. Paul-Pierre Philippe. Funkcję tę pełnił do swojej rezygnacji 22 stycznia 1983 roku. Zmarł w 2007 roku w Aoście.